# Montpeirós (Salses)
El Montpeirós és una muntanya de 354 metres d'altitud situada en el punt on es troben els termes comunals d'Òpol i Perellós, Salses i Vingrau, tots tres de la comarca del Rosselló, a la Catalunya Nord.
Està situada en el Serrat de Montpeirós, a l'extrem sud-oest del terme de Salses, al nord-est del de Vingrau, i al sud del d'Òpol i Perellós.